# Chicle (álbum)
Chicle, es el segundo álbum de la banda uruguaya Max Capote. Grabado en formato CD en Victoria Records y Sondor, producido por Max Capote, fue editado en Uruguay por Contrapedal en 2009. 
La presentación del disco se realizó en la Sala Zitarrosa.
La banda está compuesta por Juan Chao en batería, Ignacio Echeverría en bajo, Sebastián Gavilanes en guitarra y Fabián Acosta en voz, guitarra, percusión y piano. Tienen videos las canciones «Tema 11», «Culpable»  video dirigido por Pablo Riera. El álbum también fue editado en México por Discos Intolerancia, en Argentina por Barca Records y Europa por OJO! Música en noviembre de 2010.
Las fotografías del álbum son de R.Lejtregerl. El disco recibió siete nominaciones y el arte del disco fue merecedor del galardón musical uruguayo llamado Premio Graffiti en 2009.
La banda fue nominada por este trabajo como “Mejor Artista Nuevo”, para los Premios Grammy Latinos en 2011.

## Lista de canciones
Todos los temas compuestos por Max Capote excepto donde se indica:

| Chicle |                                                            |          |  |
| N.º    | Título                                                     | Duración |  |
| 1.     | «Culpable» (letra F.Graña, F.Cunha, M.Caceres, Max Capote) | 2:47     |  |
| 2.     | «María Carolina»                                           | 2:32     |  |
| 3.     | «Tema 11»                                                  | 2:28     |  |
| 4.     | «Como pueda»                                               | 3:29     |  |
| 5.     | «No te voy a convencer»                                    | 2:21     |  |
| 6.     | «Perfidia» (letra Alberto Domínguez)                       | 2:04     |  |
| 7.     | «Malo»                                                     | 3:29     |  |
| 8.     | «Hermano»                                                  | 3:27     |  |
| 9.     | «Y ahora etás llorando»                                    | 2:37     |  |
| 10.    | «Azuquita pal café» (letra P.Vásquez)                      | 3:23     |  |
| 28:37  |                                                            |          |  |